# Samuel von Quicchelberg

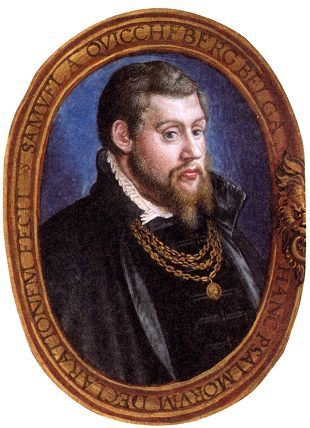
Samuel von Quicchelberg

Samuel von Quicchelberg (1529-1567) was een Vlaamse arts uit Antwerpen.
Na studies in Bazel werd hij lijfarts aan het hof van Albrecht V van Beieren. Hij publiceerde in 1565, samen met Georg Öllinger een geïllustreerd boek "Magnarum Medicine partium herbariae et zoographiae imagines". De meeste planten kwamen uit Duitsland maar er waren ook ca. 5 % Amerikaanse en Oosterse planten bij.
- Gemeinsame Normdatei: 119331535
- International Standard Name Identifier: 0000 0000 8078 1353
- Library of Congress Control Number: nr96018843
- Nationale Bibliotheek van Tsjechië: jo2015880742
- Nederlandse Thesaurus van Auteursnamen: 22993062X
- RKD-Nederlands Instituut voor Kunstgeschiedenis: 469335
- Système universitaire de documentation: 175981205
- Union List of Artist Names: 500324515
- Virtual International Authority File: 89329232
- WorldCat: E39PBJqKd4MMjrfVyJr4PyH3cP